# Anioł czeluści
Anioł czeluści (ang. Apollyon: The Destroyer Is Unleashed) – V tom bestsellerowej serii Powieść o czasach ostatecznych autorstwa Tima LaHaye’a i Jerry’ego B. Jenkinsa.

## Opis fabuły
Nicolae Carpathia próbuje powstrzymać szerzącą się na całym globie akcję ewangelizacyjną kierowaną przez Tsiona Ben-Judah, jednak jego działania spełzają na niczym. Ziemię ogarnia fala masowych nawróceń. W Jerozolimie dwaj Świadkowie - Eli i Mojsze - wzywają do uwierzenia w Chrystusa, przepowiadają gniew Boga i obnażają uczynki Antychrysta.
Cameron "Buck" Williams i Rayford Steele stali się uciekinierami, poszukiwanymi przez agentów Globalnej Wspólnoty. Ich szpiegami w otoczeniu Carpathii i Leona Fortunato są pilot Mac McCullum oraz komputerowy programista David Hassid (obaj nawróceni i noszący znak krzyża na czole). David blokuje próby namierzenia przez Globalną Wspólnotę siedziby Opozycji Ucisku.
Rayfor dowiaduje się od Hattie Durham, iż Amanda (White) Steele, jego żona, która zginęła podczas trzęsienia ziemi, była niewinna. Jej e-maile do Carpathii z doniesieniami o poczynaniach Opozycji Ucisku zostały sfabrykowane przez Globalną Wspólnotę na rozkaz Carpathii.
Chloe Steele Williams - korzystając z zapisków zamordowanego Kena Ritza - planuje zorganizowanie handlu pomiędzy wierzącymi, który pozwoli przeżyć nawróconym, gdy ludzie będą musieli przyjąć "znak bestii".
Świat ogarnia kolejna plaga - szarańcza podobna do skorpionów, którą z wnętrza ziemi uwolnił anioł czeluści zwany w języku hebrajskim Abaddon (w języku greckim nosi on imię Apollyon):
"I powiedziano jej, by nie czyniła szkody trawie na ziemi ani żadnej zieleni, ani żadnemu drzewu, lecz tylko ludziom, którzy nie mają pieczęci Boga na czołach. I dano jej nakaz, by ich nie zabijała, lecz aby pięć miesięcy cierpieli katusze. A katusze przez nią zadane są jak zadane przez skorpiona, kiedy ugodzi człowieka. I w owe dni ludzie szukać będą śmierci, ale jej nie znajdą, i będą chcieli umrzeć, ale śmierć od nich ucieknie." (Ap 9, 4-6)

## Główni bohaterowie

### Wierzący
- Rayford Steele – pilot i dowódca samolotu Global Community One, mąż Amandy, członek Opozycji Ucisku, przebywa w Mount Prospect
- Cameron "Buck" Williams – były dziennikarz pisma "Global Weekly", były wydawca "Global Community Weekly" (pracujący dla Carpathii), pierwotny członek Opozycji Ucisku, wydawca internetowego magazyno "Słowo Prawdy", zbieg, przebywa w ukryciu w bezpiecznym domu w Mount Prospect
- Chloe Steele Williams – była studentka Uniwersytetu Stanford, straciła matkę i brata podczas Pochwycenia, córka Rayforda, żona Bucka, matka 10-miesięcznego Kenny'ego Bruce’a, kieruje międzynarodową, podziemną siecią wymiany towarowej służącej wierzącym, członkini pierwotnej Opozycji Ucisku, przebywa w ukryciu w bezpiecznym domu w Mount Prospect
- Doktor Tsion Ben-Judah – rabin i naukowiec, jeden z nawróconych na chrześcijaństwo Żydów, duchowy przywódca i nauczyciel Opozycji Ucisku; poszukiwany przez Globalną Wspólnotę za głoszenie wiary uciekł do USA; za pomocą Internetu głosi Ewangelię i wzywa ludzi do nawrócenia, przebywa w ukryciu w Mount Prospect
- Tyrola ("T") Mark Delanty – właściciel i dyrektor lotniska Palwaukee Airport (Wheeling - stan Illinois)
- Lukas ("Laslos") Miklos – właściciel przedsiębiorstwa handlującego lignitem (Grecja)
- Doktor Floyd Charles – lekarz, przebywa w bezpiecznym domu w Mount Prospect
- Abdullah Smith – pochodzący z Jordanii pilot odrzutowców i myśliwców
- David Hassid – programista komputerowy i techniczny ekspert Globalnej Wspólnoty, dyrektor zarządzający dostawami w pałacowym kompleksie w Nowym Babilonie
- Mac McCullum – drugi pilot samolotu Nicolae Carpathii, przebywa w pałacu Globalnej Wspólnoty w Nowym Babilonie, nowy członek Opozycji Ucisku
- Ken Ritz – pilot learjeta, przyłącza się do Opozycji Ucisku i lata jej maszynami, współwłaściciel lotniska w Palwaukee
- Amanda (White) Steele – żona Rayforda, zaginiona podczas ogromnego trzęsienia ziemi spowodowanego "gniewem Baranka", prawdopodobnie zginęła w katastrofie lotniczej, gdy jej samolot wpadł do Tygrysu

### Wrogowie
- Peter Mathew – były kardynał Cincinnati, Ponfixex Maximus Enigmy Babilonu - Jednej Światowej Wiary
- Leon Fortunato – prawa ręka Carpathii, Najwyższy Zwierzchnik, przebywa w pałacu Globalnej Wspólnoty w Nowym Babilonie
- Nicolae Jetty Carpathia – były Sekretarz Generalny ONZ, Przywódca Globalnej Wspólnoty (Potentat), Antychryst

### Niezdecydowani
- Chaim Rosenzweig – botanik, laureat Nagrody Nobla, odkrywca formuły, która zmieniła izraelskie pustkowia w kwitnące i żyzne tereny uprawne, przebywa w Jerozolimie
- Albie – dyrektor lotniska w Iraku, handlarz na międzynarodowym czarnym rynku, muzułmanin
- Hattie Durham – była stewardesa, asystentka i kochanka Nicolae Carpathii

## Miejsca wydarzeń
- Stany Zjednoczone
- Izrael
- Irak